# فيجاي شارما
فيجاي شارما (بالهندية: विजय शर्मा؛ بالإنجليزية: Vijay Sharma) هو رسام هندي، ولد في 12 سبتمبر 1962 في هيماجل برديش في الهند.